# Necrópolis de la Punta de la Vaca

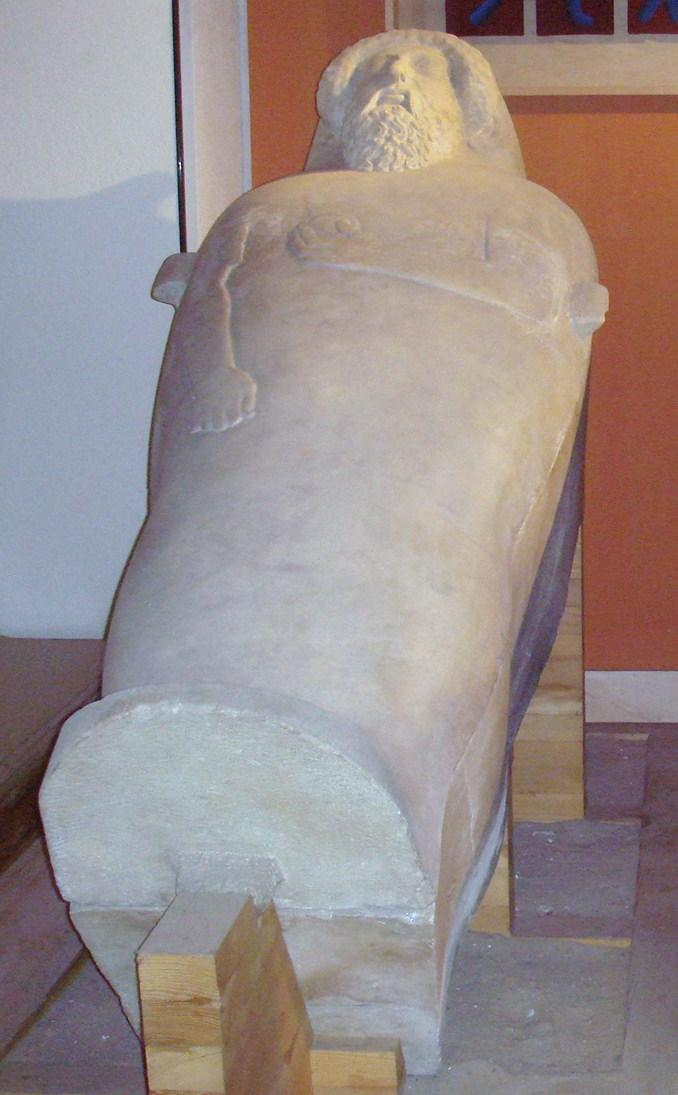
El sarcófago antropomorfo fue la pieza más importante encontrada en la necrópolis en 1887. Este descubrimiento llevó a la creación del Museo de Cádiz, donde se encuentra actualmente.

La necrópolis de la Punta de la Vaca es un yacimiento arqueológico ubicado en Cádiz en el que se encuentran enterramientos en cistas fenicio-púnicos. La excavación se realizó en 1887, coincidiendo con el desmonte que se realizó para la celebración de la Exposición Marítima Internacional. 
Se documentó un conjunto de tres tumbas, en cuyo interior se encontraba un sarcófago antropoide masculino. La documentación que queda es escasa. Al parecer, las sepulturas que fueron saliendo a luz perdieron sus ajuares en manos de los obreros que intentaron venderlos a particulares. Fue declarado Bien de Interés Cultural, el 31 de diciembre de 1924, con la categoría de Monumento. 
Tras la Explosión de Cádiz de 1947 los pocos restos que quedaban desaparecieron por completo.

## Descubrimiento
En el mes de marzo de 1887 apareció el primer hipogeo de una serie de doce; las sepulturas, a cinco metros de profundidad, colocadas en dirección de levante a poniente, dos de ellas pareadas y la tercera con los pies sobre la cabeza de una de las otras.
El día 10 de marzo se descubrieron las dos primeras, encontrándose en una restos de armas de hierro, huesos labrados de animales y un esqueleto de hombre, y en la otra, un esqueleto de mujer, collar con cuentas de oro y ágatas y anillo con piedra giratoria, labrada en forma de escarabeo. El escarabeo fue un amuleto de vida y poder, con forma de escarabajo pelotero (Scarabaeus sacer egipcio), que representaba al Sol naciente, y era símbolo de la resurrección en la mitología egipcia. En vida proporcionaba protección contra el mal, visible o invisible, dando diariamente fuerza y poder. En la muerte, quien lo portaba adquiría la posibilidad de resucitar y alcanzar la vida eterna. Y por el lado plano grabada una figura de mujer de marcado carácter chipriota. También se halló un colgante de oro en forma de roseta, como si hubiera tenido un esmalte.

### Sarcófago antropomorfo
Algún tiempo después de explorados estas dos tumbas, concretamente el 30 de mayo, se procedió a descubrir la tercera, que ha sido la de más importancia de cuantas han aparecido. Se guardaba en ella un sarcófago antropoide de mármol, que hoy se encuentra en el Museo de Cádiz. Apareció el sarcófago en una profundidad socavada en la roca, revestido el hueco con sillares labrados y terraplenado todo con arcilla.
El sarcófago está formado por dos grandes trozos de mármol blanco. El interior es una caja para depósito del cadáver, labrada siguiendo las ondulaciones de la cabeza y cuerpo humanos. En la tapa está labrada una figura masculina, yacente, con un tocado en forma egipcia, la barba rizada de manera simétrica, el brazo izquierdo recogido sobre el pecho y en la mano un objeto que parece un corazón. El brazo derecho tendido sobre el muslo parecía coger una corona de laurel, que estaba pintada y que desapareció totalmente. Los pies, descalzos, apoyados sobre una peana y con el dedo grueso muy separado de los demás, acusando el uso de sandalias. Aparece la estatua con los ojos abiertos y en la parte alta de la cabeza, a los pies y en los costados, tiene unos salientes para poder manejar con facilidad la pesada tapa. La figura se presenta vestida, con túnica ceñida, sin mangas, dejando al descubierto cuello, pies y brazos.

### Otros enterramientos
Hasta el 31 de diciembre de 1890 no se volvieron a encontrar más enterramientos. En esta fecha, al efectuar unos desmontes para las obras del Astillero de Vea Murguía, apareció otro hipogeo con cuatro tumbas, cada una construida con doce piedras de tosca labor y sin argamasa que las uniera. Las tumbas estaban alineadas, mirando a levante y contenían restos humanos. Muy próximo se encontraron dos pozos, uno de cinco metros de profundidad por dos de diámetro y, junto a él, otro más estrecho y en comunicación a un metro del fondo, ambos cegados y con trozos de cerámica romana, parte de un ánfora, restos de una columna y un pedazo de mármol con la inscripción LYCE (ANNX) K. S. H. S..
En los días 4 y 23 de enero de 1891 se descubrieron cuatro tumbas, primero y otra después, de igual construcción que las anteriores. En abril del mismo año aparecieron nuevos sepulcros con idéntica forma y orientación, notándose en los descubiertos el día 4 que las piedras del fondo estaban colocadas en forma de cruz y los sillares revestidos de estuco blanco.
El 11 de julio apareció otro hipogeo semejante, con cuatro tumbas como las anteriores, huesos de mujer, un arete circular de cobre, una cuenta de vidrio con dibujos blancos y amarillos y un ungüentario de vidrio. El 21 de julio se dio con otros grupo de tumbas y, en ellas, huesos en mal estado de conservación y varias alhajas. En noviembre se encontraron varias tumbas iguales al del antropoide, a unos seis metros de profundidad, sobre una capa de arcilla, colocados los cadáveres con los pies hacia el oriente. 
El 28 de marzo de 1892 se encontró otro hipogeo de cuatro tumbas, a 5 metros de profundidad. Las paredes interiores estucadas en blanco y un cadáver en cada tumba. Finalmente, en agosto del mismo año, a unos 100 metros de donde apareció el antropoide, se hallaron otras tres tumbas con huesos y revestimiento interior de estuco.
Los hipogeos más arcaicos de los 12 grupos son los aparecidos a 5 o 6 metros de profundidad, construidos con gruesos sillares, sin argamasa de unión y descansando sobre un lecho arcilloso. Los más modernos están a tres o cuatro metros, los sillares son más delgados, su labor menos cuidada y recubiertos de estuco blanco.
De los hipogeos, solamente quedaron restos de dos que posteriormente, en 1947, también fueron destruidos. Las piedras de los otros y los huesos y muchos de los objetos que se encontraron pasaron al Museo de Cádiz.